# 송인범
송인범(宋寅範, 1957년 8월 21일 ~ , 대전)은 대한민국의 공무원이다.

## 학력
- 고려대학교 행정학 학사
- 인디애나대학교 대학원 여가학 석사
- 동국대학교 대학원 선학 박사

## 경력
- 제22회 행정고시 합격
- 체육청소년부 홍보협력과장
- 문화체육부 청소년교류과장
- 캐나다 문화유산부 파견근무
- 문화체육부 중앙박물관 섭외교육과장
- 문화체육부 체육정책과장
- 대통령비서실 행정관 파견근무
- 문화재청 문화유산국장
- 문화재청 건조물국장
- 문화재청 문화재정책국장
- 문화재청 기획조정관
- 문화재청 정책홍보관리관
- 문화재청 차장

## 참고
| 전임 이성원 | 제3대 문화재청 차장 2008년 4월 15일 ~ 2009년 3월 25일 | 후임 김찬 |